# قورباغه نگارین مغربی
قورباغه نگارین مغربی (نام علمی: Discoglossus scovazzi) نام یک گونه از تیره قورباغه‌های دهان‌گرد است.